# 高岡市農業協同組合
高岡市農業協同組合（たかおかしのうぎょうきょうどうくみあい）は、富山県高岡市に本店を置く農業協同組合。通称はJA高岡。

## 歴史
- 1964年（昭和39年）5月1日 - 設立[1]。
- 1970年（昭和45年）11月1日 - 農協会館完成[3]。
- 2005年（平成17年）3月1日 - 高岡市内の伏木信用農業協同組合（伏木地区）、高岡市中田農業協同組合（中田地区）、戸出町農業協同組合（戸出地区）を吸収合併。
- 2020年（令和2年）1月 - 25店舗を9店舗に再編成。

## 事業所
本支店
| 店舗コード | 店舗名       | 所在地                 |
| ---------- | ------------ | ---------------------- |
| 461        | 本店         | 高岡市あわら町1-1      |
| 462        | 西部支店     | 高岡市美幸町2-6-24     |
| 463        | 佐野支店     | 高岡市佐野1418         |
| 471        | さと山支店   | 高岡市国吉1155-1       |
| 475        | 立野支店     | 高岡市立野字西堂島3240 |
| 483        | 高岡病院支店 | 高岡市永楽町5-10       |
| 520        | 伏木支店     | 高岡市伏木古国府1-24   |
| 531        | 中田支店     | 高岡市下麻生1017-1     |
| 541        | 戸出支店     | 高岡市戸出町2-1-30     |

## 子会社
- 株式会社JA高岡キャリィライン - 高岡市戸出町2-1-30[2]
- 株式会社JAアグリサポート高岡 - 高岡市下麻生1017-1[2]